# Trzcieniec
Trzcieniec (ukr. Тщенець) – wieś na Ukrainie, w rejonie jaworowskim (do 2020 roku w rejonie mościskim) obwodu lwowskiego na Płaskowyżu Tarnogrodzkim. Znajduje tu się przystanek kolejowy Trzcieniec na linii Lwów–Przemyśl.
Miejscowość ta leży w dorzeczu Wisły za pośrednictwem Trzcianki, która jest dopływem Wiszni. Nazwa miejscowości pochodzi od „trzciny”, rośliny porastającej brzegi rzeki
W połowie XIX wieku właścicielem posiadłości tabularnej Trzcienica był Piotr Smarzewski.
W dniu 17 września 1931 roku w Trzcieńcu odsłonięto pomnik ku czci poległych w walkach o wolność Polski w latach 1918-1920.
W II Rzeczypospolitej do 1934 samodzielna gmina jednostkowa. Następnie należała do zbiorowej wiejskiej gminy Mościska w powiecie mościskim w woj. lwowskim. Po wojnie wieś została odłączona od Polski i włączona w struktury administracyjne Ukraińskiej SRR.
W 1931 r. wieś liczyła 273 zagrody i 1700 osób, prawie sami Polacy. W czerwcu 1941 r. żołnierze ukraińskiego batalionu „Nachtigall” zamordowali 10 mieszkańców, a w 1943 r. członkowie UPA kolejnych pięciu. We wsi działała silna samoobrona polska, dowodzona przez Jana Wiącka z AK.
We wsi działa oddział Towarzystwa Kultury Polskiej Ziemi Lwowskiej.

## Kościół
Do początków XX w. rzymskokatoliccy mieszkańcy wsi należeli do parafii w Mościskach. W latach 80. wieku XIX wybudowano tu kaplicę grobową rodziny Youngów, właścicieli ziemskich. W 1914 r. rozpoczęto budowę kościoła, ale rok później wojska rosyjskie rozebrały wznoszone mury i wykorzystały materiał budowlany do utwardzenia drogi do Przemyśla. Po I wojnie światowej Adam Younga ofiarował grunt pod budowę nowej świątyni i zebrał odpowiednie fundusze. Kościół pw. św. Józefa został wzniesiony w stylu neogotyckim w latach 1924–1928. Projektantem był Stanisław Majerski. Władze kościelne utworzyły tu najpierw ekspozyturę, a w 1930 samodzielną parafię, należącą do diecezji przemyskiej. W jej skład wchodzili także wierni z wsi Lacka Wola. Łącznie parafia liczyła 3300 wiernych. Pierwszym proboszczem został ks. Zygmunt Dziedziak. W 1936 r. biskup ks. biskup Wojciech Tomaka poświęcił kościół. W tym samym czasie powstał także dom parafialny.
Ks. Dziedziak został aresztowany przez władze radzieckie w 1950 r. i był więziony przez 5 lat. W latach 1950–1955 i 1957–1989 świątynia była użytkowana na cele świeckie. W 1989 r. ponownie przywróconą ją do kultu, remontując cały obiekt.